# Sollentuna GP 2020
Der Sollentuna GP 2020 war eine Leichtathletik-Veranstaltung, die am 10. August 2020 im Sollentunavallen im schwedischen Sollentuna stattfand. Die Veranstaltung war Teil der World Athletics Continental Tour und zählte zu den Bronze-Meetings, der dritthöchsten Kategorie dieser Leichtathletik-Serie.

## Resultate

### Männer

#### 200 m
| Platz | Athlet                | Land | Zeit (s) |
| ----- | --------------------- | ---- | -------- |
| 1     | Henrik Larsson        | SWE  | 21,24    |
| 2     | Tazana Kamanga-Dyrbak | DEN  | 21,43    |
| 3     | Solomon Bockarie      | NED  | 21,56    |
| 4     | Emil Johansson        | SWE  | 21,74 SB |
| 5     | Mouhamadou Fall       | FRA  | 21,81    |
| 6     | Kasper Kadestål       | SWE  | 21,81    |
| 7     | Kasper Andersson      | DEN  | 22,97    |

Wind: −0,7 m/s

#### 400 m
| Platz | Athlet                   | Land | Zeit (s) |
| ----- | ------------------------ | ---- | -------- |
| 1     | Samuel García            | ESP  | 47,17    |
| 2     | Nick Ekelund-Arenander   | SWE  | 47,54    |
| 3     | Rabah Yousif             | GBR  | 47,65    |
| 4     | Gustav Lundholm Nielsen  | DEN  | 47,67 PB |
| 5     | Benjamin Lobo Vedel      | DEN  | 47,84    |
| 6     | Ívar Kristinn Jasonarson | ISL  | 48,96 SB |
| 7     | Andreas Movin            | SWE  | 49,20 SB |
| 8     | Emmanuel Dawlson         | SWE  | 50,79    |

#### 800 m
| Platz | Athlet           | Land | Zeit (min) |
| ----- | ---------------- | ---- | ---------- |
| 1     | Andreas Kramer   | SWE  | 1:45,05 SB |
| 2     | Elliot Giles     | GBR  | 1:45,46    |
| 3     | Jake Wightman    | GBR  | 1:45,55    |
| 4     | Daniel Rowden    | GBR  | 1:45,55    |
| 5     | Saúl Ordóñez     | ESP  | 1:46,50    |
| 6     | Erik Martinsson  | SWE  | 1:46,86 PB |
| 7     | Mariano García   | ESP  | 1:47,24    |
| 8     | Simone Barontini | ITA  | 1:47,46    |
| 9     | Joakim Andersson | SWE  | 1:47,87    |

#### 1500 m
| Platz | Athlet          | Land | Zeit (min) |
| ----- | --------------- | ---- | ---------- |
| 1     | Mohammad Reza   | IRI  | 3:49,96    |
| 2     | John Foitzik    | SWE  | 3:51,57    |
| 3     | Omar Ismail     | SWE  | 3:52,33    |
| 4     | Axel Djurberg   | SWE  | 3:58,24    |
| 5     | Oliver Löfqvist | SWE  | 3:58,59    |
| 6     | Mark Booth      | GBR  | 3:58,62 SB |
| 7     | Albin Wallenius | SWE  | 4:01,01 PB |
| 8     | Peter Hodkinson | GBR  | 4:02,37 PB |
| 9     | Julius Mördrup  | SWE  | 4:04,06 PB |
| 10    | Faustin Mugabo  | SWE  | 4:05,98 PB |
| 11    | Arvid Backteman | SWE  | 4:10,12 PB |
| 12    | Erik Djurberg   | SWE  | 4:10,60    |
| 13    | Jacob Klinth    | SWE  | 4:10,82    |

#### 2000 m
| Platz | Athlet             | Land | Zeit (min) |
| ----- | ------------------ | ---- | ---------- |
| 1     | Kalle Berglund     | SWE  | 4:59,71 NR |
| 2     | Andreas Almgren    | SWE  | 5:00,23 PB |
| 3     | Neil Gourley       | GBR  | 5:00,73    |
| 4     | Matthew Hughes     | CAN  | 5:02,31    |
| 5     | Emil Danielsson    | SWE  | 5:06,11 PB |
| 6     | Emil Blomberg      | SWE  | 5:13,64 PB |
| 7     | Richard Douma      | NED  | 5:16,73    |
| 8     | David Nilsson      | SWE  | 5:17,76 PB |
| 9     | Abubakar Abdullahi | SWE  | 5:30,10    |

#### 5000 m
| Platz | Athlet                 | Land | Zeit (min)  |
| ----- | ---------------------- | ---- | ----------- |
| 1     | Andreas Jansson        | SWE  | 14:42,57    |
| 2     | Abdelfath Yassin       | SWE  | 14:55,56 SB |
| 3     | Daniel Gleimar         | SWE  | 15:11,71    |
| 4     | Nils Spetz             | SWE  | 15:27,39    |
| 5     | Dennis Olsson          | SWE  | 15:27,71 SB |
| 6     | Anders Danielson Frost | SWE  | 15:48,27    |
| 7     | Hugo Setthagen         | SWE  | 15:49,92    |
| 8     | Erik Widmark           | SWE  | 16:04,55    |
| 9     | Abdisamed Khader       | SWE  | 16:24,38    |

#### 400 m Hürden
| Platz | Athlet                | Land | Zeit (s) |
| ----- | --------------------- | ---- | -------- |
| 1     | Creve Armando Machava | MOZ  | 50,61 SB |
| 2     | Oskar Edlund          | SWE  | 50,99    |
| 3     | Johan Claeson         | SWE  | 51,50 PB |
| 4     | Isak Andersson        | SWE  | 52,08    |
| 5     | Aleix Porras          | ESP  | 52,64    |
| 6     | Ludvig Hillenfjärd    | SWE  | 53,07    |
| 7     | Fredrik Kihlblom      | SWE  | 53,84    |
| 8     | Gustav Karlsson       | SWE  | 54,90    |

#### Hochsprung
| Platz | Athletin        | Land | Höhe (m) |
| ----- | --------------- | ---- | -------- |
| 1     | Fabian Delryd   | SWE  | 2,21 SB  |
| 2     | Oskar Lundqvist | SWE  | 2,05     |
| 3     | Elliot Duvert   | SWE  | 2,00     |

#### Weitsprung
| Platz | Athletin           | Land | Weite (m) |
| ----- | ------------------ | ---- | --------- |
| 1     | Thobias Montler    | SWE  | 8,05 w    |
| 2     | Andreas Carlsson   | SWE  | 7,53 w    |
| 3     | Andreas Otterling  | SWE  | 7,46      |
| 4     | Andreas Trajkovski | DEN  | 7,33      |
| 5     | Marko Pestić       | CRO  | 6,93      |
| 6     | Rickard Willman    | SWE  | 6,86      |

#### Kugelstoßen
| Platz | Athlet             | Land | Weite (m) |
| ----- | ------------------ | ---- | --------- |
| 1     | Leonardo Fabbri    | ITA  | 21,57 PB  |
| 2     | Marcus Thomsen     | NOR  | 20,34     |
| 3     | Wictor Petersson   | SWE  | 19,69     |
| 4     | Viktor Gardenkrans | SWE  | 18,82     |
| 5     | Jesper Arbinge     | SWE  | 18,65     |
| 6     | John Kelly         | IRL  | 18,17     |
| 7     | Gabriel Heen       | SWE  | 17,33     |
| 8     | Niklas Lindstedt   | SWE  | 16,33 SB  |
| 9     | Lukas Björninger   | SWE  | 16,14 PB  |

#### Diskuswurf
| Platz | Athlet            | Land | Weite (m) |
| ----- | ----------------- | ---- | --------- |
| 1     | Daniel Ståhl      | SWE  | 71,37 WL  |
| 2     | Simon Petersson   | SWE  | 66,51     |
| 3     | Robert Urbanek    | POL  | 63,69     |
| 4     | Ola Stunes Isene  | NOR  | 61,59     |
| 5     | Jakob Gardenkrans | SWE  | 60,40 SB  |

### Frauen

#### 100 m
| Platz | Athlet            | Land | Zeit (s) |
| ----- | ----------------- | ---- | -------- |
| 1     | Daryll Neita      | GBR  | 11,65    |
| 2     | Mathilde Kramer   | DEN  | 11,90    |
| 3     | Fatou Sowe        | GAM  | 11,97    |
| 4     | Maribel Pérez     | ESP  | 12,00    |
| 5     | Emma Beiter Bomme | DEN  | 12,39    |
| 6     | Nikki Berglund    | SWE  | 12,45    |

Wind: −1,5 m/s

#### 400 m
| Platz | Athlet          | Land | Zeit (s) |
| ----- | --------------- | ---- | -------- |
| 1     | Moa Hjelmer     | SWE  | 53,50 SB |
| 2     | Anita Horvat    | SVN  | 53,59    |
| 3     | Emily Diamond   | GBR  | 54,27    |
| 4     | Sandra Knezevic | SWE  | 55,11    |
| 5     | Elin Östlund    | SWE  | 56,62 PB |
| 6     | Emma Jansson    | SWE  | 57,59    |
| 7     | Hilda Lindell   | SWE  | 58,94 PB |
| 8     | Vanna Ullén     | SWE  | 60,67    |

#### 800 m
| Platz | Athlet          | Land | Zeit (min) |
| ----- | --------------- | ---- | ---------- |
| 1     | Esther Guerrero | ESP  | 2:00,56 PB |
| 2     | Adelle Tracey   | GBR  | 2:01,98    |
| 3     | Bregje Sloot    | NED  | 2:02,86    |
| 4     | Lovisa Lindh    | SWE  | 2:03,24 SB |
| 5     | Senna Ohlsson   | SWE  | 2:06,88 PB |
| 6     | Lovisa Bivstedt | SWE  | 2:08,26 SB |

#### 1500 m
| Platz | Athlet               | Land | Zeit (min) |
| ----- | -------------------- | ---- | ---------- |
| 1     | Linn Söderholm       | SWE  | 4:13,04 PB |
| 2     | Hanna Hermansson     | SWE  | 4:13,06    |
| 3     | Gaia Sabbatini       | ITA  | 4:13,69 PB |
| 4     | Solange Pereira      | ESP  | 4:20,93    |
| 5     | Sara Christiansson   | SWE  | 4:23,56    |
| 6     | Martina Tozzi        | ITA  | 4:24,83    |
| 7     | Alice Magnell-Millán | SWE  | 4:25,23    |
| 8     | Jessica Edlund       | SWE  | 4:26,26 PB |
| 9     | Sophie Crumly        | GBR  | 4:31,55    |
| 10    | Olivia Weslien       | SWE  | 4:34,92    |
| 11    | Elsa Wallenius       | SWE  | 4:35,54 SB |

#### 100 m Hürden
| Platz | Athlet             | Land | Zeit (s) |
| ----- | ------------------ | ---- | -------- |
| 1     | Mette Graversgaard | DEN  | 13,73    |
| 2     | Eefje Boons        | NED  | 13,78    |
| 3     | Amanda Holmberg    | SWE  | 14,01 PB |
| 4     | Elin Westerlund    | SWE  | 14,04    |
| 5     | Katharina Gråman   | SWE  | 14,20 PB |
| 6     | Maria Södergren    | SWE  | 15,09    |

Wind: −1,8 m/s

#### Hochsprung
| Platz | Athletin         | Land | Höhe (m) |
| ----- | ---------------- | ---- | -------- |
| 1     | Erika Kinsey     | SWE  | 1,92     |
| 2     | Nicola McDermott | AUS  | 1,90     |
| 3     | Sofie Skoog      | SWE  | 1,88 SB  |
| 4     | Levern Spencer   | LCA  | 1,88     |
| 5     | Ellen Ekholm     | SWE  | 1,82 SB  |
| 6     | Louise Ekman     | SWE  | 1,78     |
| 7     | Bianca Salming   | SWE  | 1,70     |
| 8     | Linda Skantze    | SWE  | 1,70 SB  |
| 9     | Kajsa Engblom    | SWE  | 1,60     |

#### Stabhochsprung
| Platz | Athletin           | Land | Höhe (m) |
| ----- | ------------------ | ---- | -------- |
| 1     | Angelica Bengtsson | SWE  | 4,64     |
| 2     | Michaela Meijer    | SWE  | 4,44     |
| 3     | Sara Winberg       | SWE  | 4,14 PB  |
| 4     | Ria Möllers        | GER  | 3,94     |
|       | Hanna Jansson      | SWE  | NH       |
|       | Lisa Gunnarsson    | SWE  | NH       |

#### Weitsprung
| Platz | Athletin           | Land | Weite (m) |
| ----- | ------------------ | ---- | --------- |
| 1     | Khaddi Sagnia      | SWE  | 6,44      |
| 2     | Karolina Młodawska | POL  | 6,24      |
| 3     | Erica Jarder       | SWE  | 6,22 w    |
| 4     | Malin Marmbrandt   | SWE  | 6,17 w    |
| 5     | Tilde Johansson    | SWE  | 6,15      |
| 6     | Kaiza Karlén       | SWE  | 5,97      |
| 7     | Lovisa Karlsson    | SWE  | 5,96      |
| 8     | Amanda Hansson     | SWE  | 5,88 w    |

#### Kugelstoßen
| Platz | Athletin          | Land | Weite (m) |
| ----- | ----------------- | ---- | --------- |
| 1     | Fanny Roos        | SWE  | 18,37     |
| 2     | Frida Åkerström   | SWE  | 17,03     |
| 3     | Axelina Johansson | SWE  | 16,20     |

#### Diskuswurf
| Platz | Athletin             | Land | Weite (m) |
| ----- | -------------------- | ---- | --------- |
| 1     | Vanessa Kamga        | SWE  | 57,47     |
| 2     | Caisa-Marie Lindfors | SWE  | 54,35     |
| 3     | Emma Ljungberg       | SWE  | 54,12     |
| 4     | Ellen Pettersson     | SWE  | 50,49     |
| 5     | Daniella Persson     | SWE  | 48,74     |
| 6     | Jennifer Rudberg     | SWE  | 46,95     |